# Tour della nazionale maschile di rugby a 15 delle Figi 1987
Vari sono stati i Tour della nazionale figiana di "rugby a 15" nel periodo 1984-87.
- Nel marzo-aprile 1984,  la, si reca in Australia.
- Ancora in Australia nel luglio 1985
- Nelle Isole Britanniche nell'autunno 1985
- In Nuova Zelanda nel 1986
- A Tonga nel 1986
- In Australia e Nuova Zelanda nel 1987

Il tour del 1987 è un tour di rifinitura in vista dei mondiali 1987. Tutte perse le partite contro selezioni locali.
- Bilancio :
  - Giocate:  4
  - Vinte: 0
  - Pareggiate: 0
  - Perse: 4
  - Punti fatti: 165
  - Punti subiti: 46
- Risultati

| Brisbane 12 aprile 1987 | Queensland | 51 – 0 | Figi XV |  |

| Christchurch 19 aprile 1987 | Canterbury | 23 – 19 | Figi XV |  |

| Sydney 25 aprile 1987 | New Sotuh Wales | 23 – 20 | Figi XV |  |

| Auckland 3 maggio 1987 | Auckland | 68 – 7 | Figi XV | Eden Park |